# Варненський район
Варненський район — муніципальне утворення в Челябінській області Російської Федерації.
Адміністративний центр - село Варна.

## Географія
Розташований в південно-східній частині Челябінської області, межує з Чесменським районом і Карталинський районом, має кордон з Республікою Казахстан.

## Адміністративний устрій
До складу району входять 13 муніципальних утворень, які об'єднують 37 населених пунктів

## Археологія
На правому березі річки Нижній Тогузак, поблизу гирла річки Кісинет, знаходиться укріплене поселення Устя. Археологічний комплекс включає в себе кілька різночасових пам'яток епохи бронзи, ранньої залізної доби і середньовічного періоду.